# Conny Karlsson (calciatore)
Conny Karlsson (Oskarshamn, 21 novembre 1953) è un allenatore di calcio ed ex calciatore svedese, di ruolo difensore.

## Carriera

### Giocatore
Karlsson iniziò la sua carriera con una breve militanza nella squadra della sua città, l'IK Oskarshamn. Nel 1974, lui e il suo fratello gemello vennero reclutati dall'IFK Göteborg, che all'epoca militava in Superettan (il secondo livello). L'IFK Göteborg ricevette la promozione dopo alcune stagioni con i due fratelli Karlsson e partecipò alla Allsvenskan 1977 grazie alla promozione ottenuta l'anno prima. Le stagioni successive furono un progressivo crescendo per l'IFK Göteborg, che si classifica 6º nella stagione 1977, 3º nella stagione 1978 e 2º nella stagione 1979, trovando una qualificazione per i trentaduesimi di finale della Coppa UEFA 1980-1981 con alla guida il celeberrimo allenatore Sven-Göran Eriksson. Nello stesso anno, Conny Karlsson vinse il suo primo titolo con l'IFK Göteborg vincendo 6-1 la finale di Svenska Cupen contro l'Åtvidaberg.
Diventato capitato dell'IFK Göteborg, Conny Karlsson esordì con la nazionale svedese contro l'URSS nell'aprile 1980, ma la Svezia perse 5-1. Tuttavia, il culmine della sua carriera da giocatore Karlsson lo raggiunse nel 1982. In quell'anno, l'IFK Göteborg vinse tutto il possibile, realizzando un triplete storico per il calcio svedese. Infatti, dopo aver conquistato la Coppa UEFA 1981-1982 battendo tra andata e ritorno 4-0 l'Amburgo, l'IFK Göteborg conquistò anche la Svenska Cupen 1982 e la Allsvenskan 1982.
Nel 1983, Conny Karlsson decise di lasciare la Svezia per giocare nel Toronto Blizzard e la North American Soccer League. Là ritrovò il suo compatriota Jan Möller. In due stagioni, giocò per due volte la finale della North American Soccer League, ma la perse entrambe le volte.
Allora, Conny Karlsson nel 1984 decise di tornare in Svezia a Göteborg, ma non all'IFK Göteborg, bensì ai rivali dell'Örgryte. Titolare inamovibile nella squadra, portò l'Örgryte alla vittoria del suo primo titolo dal 1924. Le due stagioni successive non furono fortunate come la prima, con l'Örgryte che concluse all'8º posto prima e al 9º posto poi. Nel 1987 Karlsson, all'età di 34 anni, decise di concludere la carriera di calciatore e di intraprendere quella da allenatore.

### Allenatore

#### L'esperienza da vice all'Örgryte
Nel 1988, Conny Karlsson diventò il vice di Bob Houghton sulla panchina dell'Örgryte. I due si erano conosciuti a Toronto: Bob Houghton infatti era stato l'allenatore del Toronto Blizzard proprio nei due anni in cui Conny Karlsson giocava nel club canadese. Insieme, riuscirono a qualificarsi per la semifinale play-off della Allsvenskan 1988, ma vennero eliminati dal Malmö con un punteggio complessivo di 3-1. La stagione successiva, i due si conclusero il campionato al nono posto e Bob Houghton decise di tornare proprio al Malmö, dove aveva vinto già numerosi trofei in passato.

#### Il debutto a Landskrona
Rimasto libero per tutto il 1990, Karlsson trovò la sua prima panchina da allenatore in prima a Landskrona nel 1991, alla guida dei Landskrona BoIS. Dopo tra stagioni passate in Superettan, egli riuscì a far ottenere ai Landskrona BoIS una clamorosa promozione in Allsvenskan per la stagione 1994. Arrivò 7º nel 1991, 3º nel 1992 e vinse il campionato nel 1994. Tuttavia, tra lo stupore dei tifosi, la dirigenza dei Landskrona BoIS scelse di non rinnovare il contratto di Conny Karlsson; e alla fine della Allsvenskan 1994 la squadra si classificò penultima, retrocedendo.

#### Haugesund, prima esperienza all'estero
Ormai Karlsson era diventato abbastanza famoso e infatti trovò una nuova panchina in Norvegia, precisamente all'Haugesund, che all'epoca militava in 2. divisjon. A Karlsson bastò una sola stagione per vincere il campionato ed ottenere la promozione in 1. divisjon. Invece, nella seconda stagione in Norvegia riuscì a portare la sua squadra fino al quarto posto in 1. divisjon, a soli 8 punti dai vincitori del Moss. Ma nel 1996, dopo una stagione eccezionale (14 vittorie, 5 pareggi e 3 sconfitte in 22 partite), ottenne la promozione in Tippeligaen (corrispondente alla Serie A italiana) e il titolo di vincitore del girone 2 di 1. divisjon. Nel 1997 quindi, per la prima volta nella sua carriera, era allenatore di un club che giocava in una massima serie. Ma molti prevedevano una rapida retrocessione per l'Haugesund: e invece Karlsson anche stavolta sorprese tutti, conducendo la squadra al nono posto e quindi alla salvezza, con quindici punti sul penultimo posto che valeva la retrocessione, occupato dal Lyn.
Nella stagione successiva, dopo sei partite di campionato, l'Haugesund aveva un punto in classifica. Per tutta la stagione, la squadra non riuscì a ridurre quei 3 punti di distacco dal Kongsvinger. Alla fine della stagione fu sostituito con Åge Steen.

#### L'HamKam e l'infarto
Assunto dall'HamKam, Karlsson in un primo momento deluse le aspettative. La sconfitta casalinga alla terza giornata contro il Grei è considerata ancora oggi come la più grande umiliazione della storia recente del club e all'epoca fece infuriare i tifosi. Dopo aver fatto tornare in squadra all'età di 33 anni Vegard Skogheim, autentico simbolo del club, Karlsson vinse 14 delle ultime 16 partite di campionato ed ottenne la promozione in 1. divisjon. L'anno dopo, nonostante un buon cammino in campionato, Karlsson non riuscì a portare a termine la stagione. Infatti, poco prima di una partita contro il Sogndal, Karlsson fu colpito da un infarto e la società chiamò a sostituirlo Tom Jacobsen.

#### Il Kalmar e il ritorno in Svezia
Fortunatamente, Karlsson si riprese presto e si offrì al Kalmar a stagione in corso. Il Kalmar era retrocesso in Superettan proprio la stagione precedente, e in questa rischiava di retrocedere ancora: solo un gol di Joachim Lantz all'88º minuto dell'ultima giornata permise al Kalmar di completare la rimonta sul Sylvia e di salvarsi. La stagione successiva, Karlsson vinse un'altra volta la Superettan con un comodo vantaggio sulle inseguitrici (4 punti sui Landskrona BoIS, promossi col secondo posto, e 9 sul Mjällby, che partecipò ai play-off). Tuttavia la stagione successiva si dimostrò ancora una volta complicata. Infatti la squadra era all'ultimo posto in campionato e rischiava quindi la retrocessione: la conseguenza fu l'esonero di Karlsson, che fu sostituito con Nanne Bergstrand.

#### I due anni all'Assyriska
Nel 2003, Karlsson si accomodò sulla panchina dell'Assyriska, club che si definisce come squadra nazionale degli Assiri. La squadra realizzò un cammino eccezionale in Svenska Cupen, compensando così un anonimo campionato concluso al 10º posto. In effetti, il cammino in coppa fu ostacolato da squadre forti come il Sundsvall e l'Örebro ma soprattutto da squadre blasonate come l'IFK Göteborg (4-1 nei quarti di finale disputati sul neutro di Södertälje), il Djurgården (0-4 nella semifinale dell'Olympiastadion di Stoccolma). Il club raggiunse così la sua prima storica finale di Svenska Cupen, ma il sogno s'infranse nella finale disputata al Råsundastadion, dove l'Assyriska fu sconfitto 2-0 dall'Elfsborg. Karlsson rimase alcuni mesi della stagione successiva, ma poi lasciò la squadra a campionato in corso, a causa di conflitti interni allo spogliatoio e alla mancanza di motivazione di Conny Karlsson.

#### Trelleborg, tra rivoluzione societaria e ritorno in Allsvenskan
Il 5 agosto 2004, Karlsson prende ufficialmente il posto di Ulf Larsson sulla panchina del Trelleborgs FF. Larsson aveva ottenuto una promozione nella stagione precedente, ma in quella nuova aveva accumulato nove sconfitte consecutive. A Trelleborg Karlsson fu assistito per breve tempo da Lasse Larsson, già allenatore del settore giovanile. Il club era in piena rivoluzione societaria (annuncio della partenza del presidente, partenza del direttore sportivo e cambio del vice-allenatore) e pertanto Karlsson non riuscì a trovare un equilibrio (9 sconfitte e 3 pareggi nelle restanti 12 partite) e, suo malgrado, vide il Trelleborgs FF retrocedere all'ultimo posto. Tuttavia, neanche la stagione successiva si dimostrò entusiasmante, con il club che chiuse il campionato con un poco lusinghiero 11º posto in Superettan.
Tuttavia, il 2006 fu un anno totalmente diverso da quelli fallimentari precedenti, con il Trelleborgs FF che vinse con facilità la Superettan (8 punti di vantaggio sugli inseguitori dell'Örebro, grazie anche ad una difesa di ferro (appena 13 reti subite in 30 partite, la miglior difesa di Allsvenskan e Superettan messe insieme). Quindi, nel 2007 Karlsson ritrovò la Allasvenskan, ma con un gruppo questa volta scelto da lui stesso. Tuttavia, non riuscì a far fare alla squadra un buon campionato e si classificò 15º, a due punti dal posto utile per lo spareggio promozione-retrocessione. Dopo essere retrocesso, fu sostituito con Tom Prahl e fine stagione.

#### Il Sarpsborg e il sacrificio per salvare il club
La stagione successiva, Conny Karlsson tornò in Norvegia per allenare il Sarpsborg Sparta, che all'epoca militava in Adeccoligaen (corrispondente norvegese della Serie B italiana). La stagione del Sarpsborg fu anonima e si concluse con un 10º posto in campionato. Sul piano sportivo, la stagione successiva inizia in modo incoraggiante, ma sul piano finanziario nasce sotto una cattiva stella. La Federazione calcistica della Norvegia diede 3 punti di penalità alla squadra per non aver presentato un bilancio finanziario soddisfacente. A metà stagione, Karlsson, ormai consapevole che il suo stipendio era un fardello pesante per la società, propone la rescissione del suo contratto al fine di salvare il club dal fallimento. L'offerta fu accettata a malincuore dai dirigenti della squadra, che si dissero soddisfatti del lavoro di Karlsson.

#### Assyriska, parte seconda
Dopo tre mesi di inattività, Karlsson fece un ritorno in grande stile in una squadra che aveva già avuto modo di allenare: l'Assyriska. La stagione, vissuta ad alti livelli, si concluse con il terzo posto in Superettan che valse l'accesso allo spareggio promozione-retrocessione con il Djurgården, autore di una stagione disastrosa in Allsvenskan. L'andata alla Södertälje Fotbollsarena si concluse con la vittoria per 2-0 per l'Assyriska. Ma durante la partita di ritorno tutto andò storto all'Assyriska, che dopo i tempi supplementari cedette 3-0 al Djurgården.

#### La consacrazione all'Helsingborg
Il 23 novembre 2009 Karlsson assume il comando di uno dei club più prestigiosi della Svezia: l'Helsingborgs IF. La squadra della città di Helsingborg, arrivata ottava nel campionato precedente, aveva ambizioni importanti. Campione di Svezia sei volte, l'Helsingborgs IF non viveva un buon momento e progettava il suo rilancio. Con nomi d'esperienza e di qualità in organico quali Erik Wahlstedt, Marcus Lantz, Erik Edman e Christoffer Andersson, l'Helsingborgs IF ebbe un brillante avvio di campionato che sembrava promettere il tanto sospirato rilancio. Capolista solitario dalla 5ª alla 20ª giornata, Karlsson perse il campionato proprio all'ultima partita della stagione, dopo una rimonta incredibile del suo acerrimo rivale: il Malmö FF. Infatti, durante le ultime 13 giornate di campionato la distanza tra i due club non fu mai superiore ai 3 punti. Tuttavia, Karlsson poté consolarsi con la vittoria della Svenska Cupen dopo la finale (1-0) contro l'Hammarby IF.
Dopo la prima vittoriosa stagione, l'Helsingborgs IF si preparava ad un'altra altrettanto importante. Ma a sole tre settimane dall'inizio della nuova stagione, la Federazione calcistica della Svezia informò Karlsson e la sua squadra che l'allenatore non era in possesso del diploma richiesto per condurre la squadra nelle coppe europee. E allora, da una parte c'era l'Helsingborgs IF che metteva in evidenza l'ormai acquisita esperienza del suo allenatore e la mancanza di tempo, mentre dall'altra c'era la Federazione che non era disposta a chiudere un occhio, ed anzi rese obbligatorio il diploma anche per gli allenatori dell'Alssvenskan, costringendo di fatto Karlsson a seguire un apposito corso.
Risolto quindi questo problema, Karlsson conquistò stavolta da allenatore un triplete storico per il calcio svedese. Sotto i suoi ordini, infatti, l'Helsingborgs IF fu la prima squadra del paese ad aggiudicarsi in un solo anno la Supercupen (l'equivalente della Supercoppa italiana), il campionato e la coppa nazionale. Karlsson fu quindi premiato col titolo di "miglior allenatore svedese dell'anno". Tuttavia, tutta questa gloria in patria fu macchiata da un cammino in Europa League: superati al terzo turno preliminare gli israeliani dello Bnei Yehuda con un 3-1 complessivo, l'Helsingborgs IF si arrese ai play-off contro i belgi dello Standard Liegi (4-1 complessivo).
La stagione successiva l'Helsingborgs IF, sotto la sua guida, condusse un buon percorso in campionato e vinse un'altra Supercupen, stavolta 2-0 contro l'AIK. Tuttavia, non guidò il club fino alla fine della stagione, dimettendosi spontaneamente il 14 giugno 2012, lasciando la squadra ad un discreto quinto posto in campionato e con l'inizio dei turni preliminari di Champions League ormai incombenti.

## Palmarès

### Calciatore

#### Competizioni nazionali
- Coppa di Svezia: 2

Göteborg: 1979, 1982
- Campionato svedese: 2

Göteborg: 1982
Örgryte: 1985

#### Competizioni internazionali
- Coppa UEFA: 1

Göteborg: 1981-1982

### Allenatore

#### Club
- Superettan: 3

Landskrona: 1994
Kalmar: 2001
Trelleborg: 2006
- 2. divisjon: 1

Haugesund: 1995
- Coppa di Svezia: 2

Helsingborg: 2010, 2011
- Supercupen: 2

Helsingborg: 2011, 2012
- Campionato svedese: 1

Helsingborg: 2011

#### Individuale
- Allenatore svedese dell'anno: 1

2011